# Kranskärlssjukdomar
Kranskärlssjukdomar eller koronarsjukdomar, är en samlingsbeteckning för olika ischemiska hjärtsjukdomar i hjärtats kranskärl, vilka uppkommer till följd av åderförfettning i något eller några av hjärtats kranskärl. Till kranskärlsjukdomarna hör kärlkramp, hjärtinfarkt, kranskärlsförträngning och kranskärlsaneurysm.
Kranskärlssjukdomarna kan vara kroniska eller akuta (akut kranskärlssjukdom).

## Behandling
Förträngningar i kranskärlen som försämrar blodförsörjningen till hjärtat kan behandlas med PCI eller CABG.